# Флебіт
Флебіт (англ. phlebitis; від дав.-гр. φλέψ р.в. φλεβός «вена» + суфікс -itis «запалення») — запалення стінки вени.

## Ознаки та симптоми
- Локалізоване почервоніння та набряк
- Біль або печіння по довжині вени
- Жила тверда і схожа на шнур[3]

Зазвичай спостерігається повільне почервоніння ділянки вздовж поверхневих вен на шкірі. Довгу, тонку червону ділянку можна побачити, коли запалення слідує за поверхневою веною. Ця область може відчуватися жорсткою, теплою та ніжною. Шкіра навколо вени може свербіти і набрякати. Область може почати пульсувати або пекти. Симптоми можуть бути гіршими при опусканні ноги, особливо при першому вставанні з ліжка вранці. Може виникнути субфебрильна температура. У навколишній ділянці може відчуватися болісність вздовж вени.

## Причини захворювання
Флебіт, як правило, викликаний місцевою травмою вени, як правило, введенням внутрішньовенного катетера. Флебіт викликається інфекцією або введенням у вену подразнюючих речовин, наприклад дезоморфіну (т. з. асептичний флебіт), в тому числі запалення вен пов'язане зі зміною проникності стінки. Приєднання тромбозу вени призводить до тромбофлебіту.

## Види флебітів
Флебіти розрізняють за місцем запальних змін вени: на зовнішній оболонці (ієріфлебіт); на внутрішній оболонці (ендофлебіт). Часто вражаються всі оболонки вени (панфлебіт). При переході запального процесу на вену від навколишніх тканин виникає перифлебит (при абсцесах, опіках, туберкульозному ураженні тощо), гігантоклітинний флебіт (неясного походження), характеризується появою гігантських багатоядерних клітин.
Найчастіше зустрічаються флебіт поверхневих або глибоких вен кінцівок, тазових вен; флебіт ворітної вени (пілефлебіт) зазвичай виникає як ускладнення запального або гнійного процесу в черевній порожнині.

## Перебіг флебіту
Прогноз у більшості випадків сприятливий, проте результатом може бути розвиток склерозу вени, тромбофлебіт.
Якщо флебіт пов’язаний з місцевою бактеріальною інфекцією, можуть застосовуватися антибіотики.

## Штучний флебіт
Асептичний флебіт іноді викликають штучно введенням в просвіт вени подразнюючих речовин (при лікуванні варикозного розширення вен — з метою викликати облітерацію їх просвіту).